# Transrapid München
A Transrapid München egy 2000 végétől 2008 márciusáig tartó projekt volt, amelynek célja egy nagysebességű mágneses lebegtetésű vasútvonal építése volt a müncheni repülőtér és a müncheni főpályaudvar között. A tervek szerint egy körülbelül 37 km hosszú vonalat építettek volna, amelyen a forgalmat a Transrapid járműveknek kellett volna biztosítaniuk. A 350 km/órás végsebesség mellett a menetidő tíz perc lett volna.
A költségelőrejelzés után, a kezdeti 1,85 milliárd több mint hárommilliárd euróra nőtt, a szövetségi és a tartományi kormányok képviselői 2008. március 27-én megállapodtak abban, hogy a projektet nem valósítják meg. 2008. április 14-én a projektet támogató DB Magnetbahn GmbH által benyújtott terv-engedélykérelem visszavonásával a projekt formálisan is megszűnt.
A projekt ötlete, akárcsak a Düsseldorf és Dortmund között tervezett Metrorapidé, 2000 februárjának végén született, miután a Berlin–Hamburg mágnesvasút projekt meghiúsult. E két projekt mellett ez volt a harmadik olyan németországi pályázati kísérlet, amelynek megvalósítása egy alapos tervezési fázis után meghiúsult.

## A projekt leírása

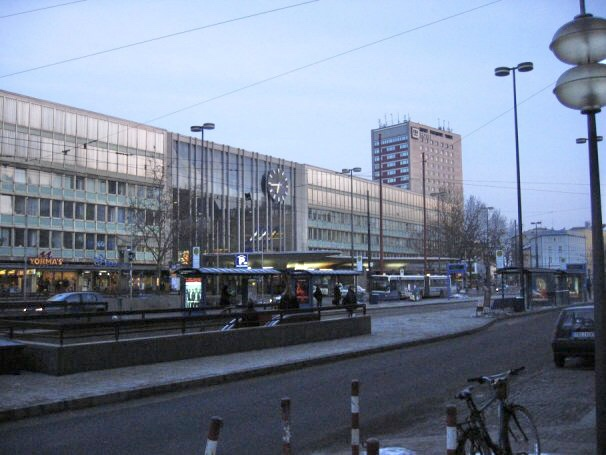
München Hauptbahnhof: a tervezett útvonal kiindulási és célállomása

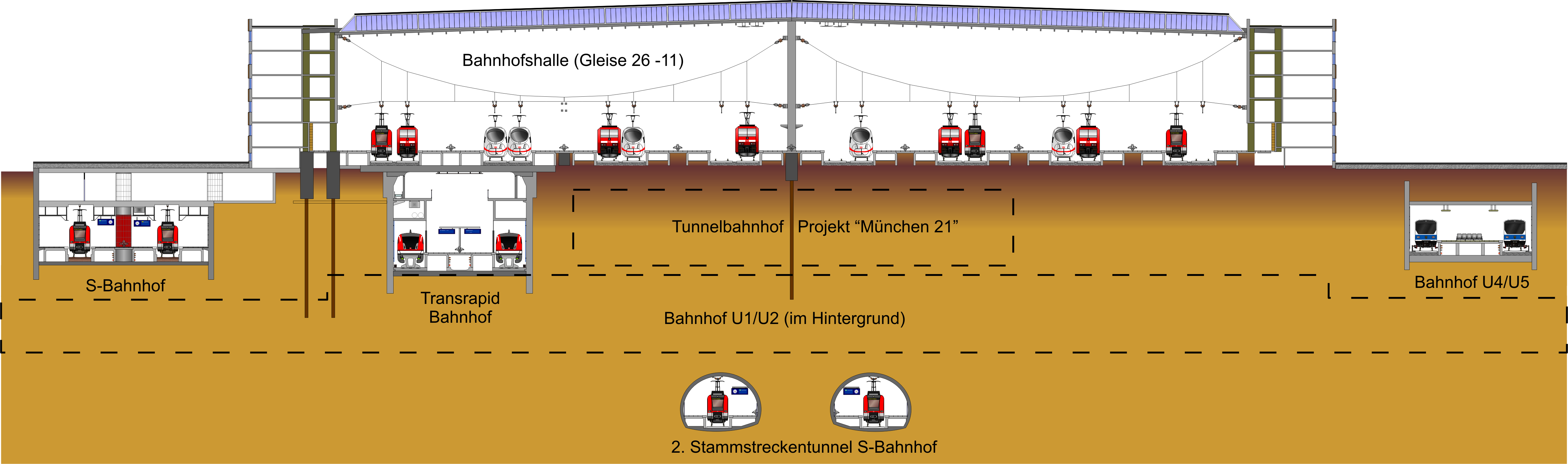
A főpályaudvar keresztmetszete a Transrapid állomással együtt

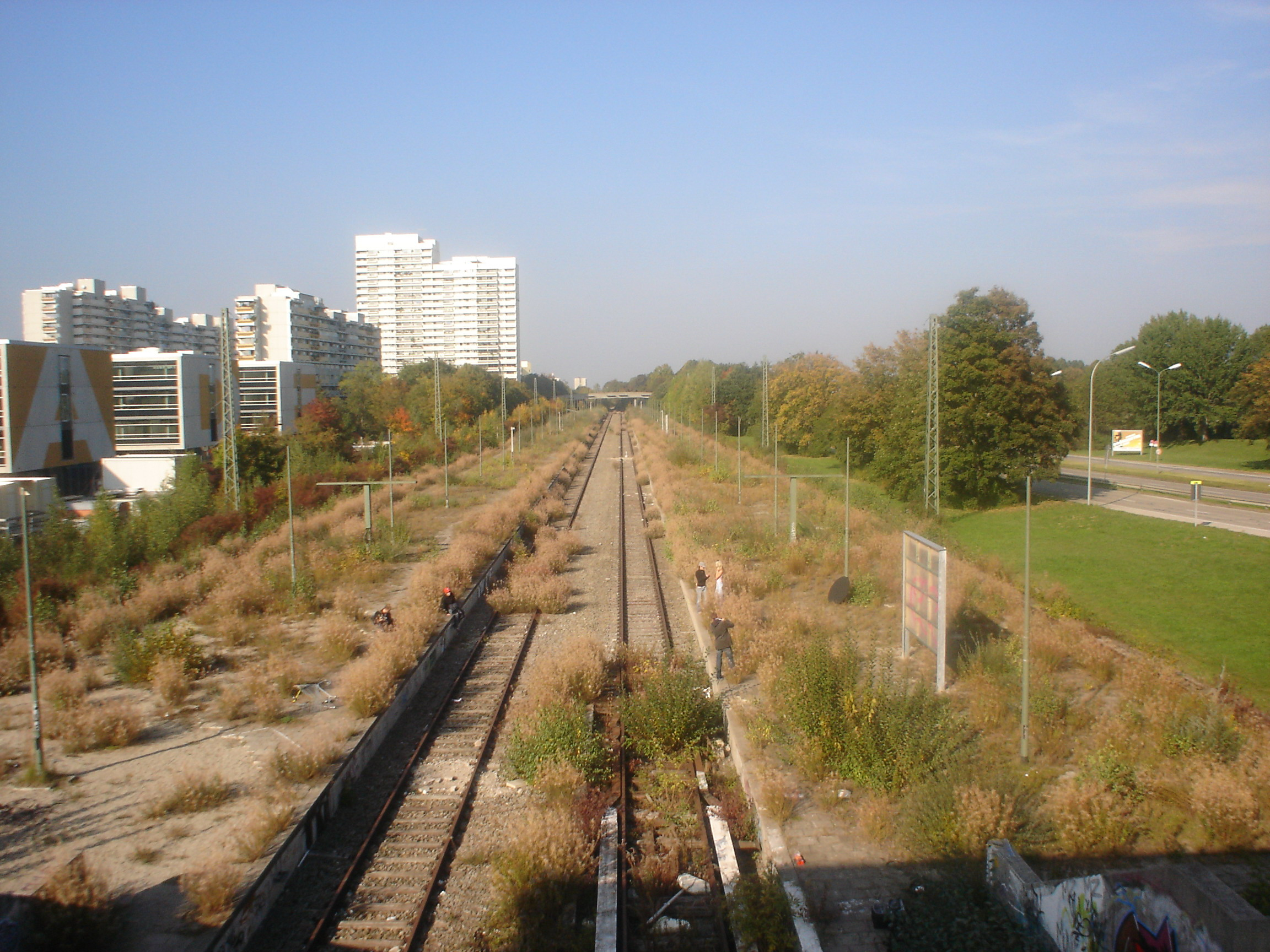
Az útvonal Borsteiből a föld felett, az olimpiai S-Bahn vonal egykori vágányai helyén vezetett volna

### A projektterv és az útvonal
2012-től kezdve a müncheni repülőtér összeköttetését egy Transrapid-rendszerrel tervezték megoldani. A tervezett útvonal hossza 37,4 km lett volna; ebből három szakasz, összesen 7,2 km alagútban vezetett volna, amelyből az utolsó, a repülőtérnél lévő szakasz már részben elkészült 1992-ben, mint héjazat.
A mágnesvasút a müncheni főpályaudvarra tervezett állomásról északi irányban, a város területén keresztül, főként alagútban közlekedett volna. A München-Feldmoching autópálya-háromszög áthaladását követően a tervezés a 92-es autópályával való szoros nyalábolást irányozta elő, amelynek során Oberschleißheim, Unterschleißheim, Haimhausen, Eching (Freising járás), Neufahrn bei Freising, Freising és Hallbergmoos településeken haladt volna keresztül. A müncheni repülőtér autópálya-csomópontjától a mágnesvasútnak a Staatsstrasse 2584-en lévő repülőtéri bekötőút és a déli S-Bahn vonal között kellett volna haladnia a repülőtér alagútjában található állomásig. A belvárosi állomást 18 méterrel a főpályaudvar 23-26. vágánya alatt építették volna meg. Eredetileg a meglévő 11. és 12. vágányok fölött egy szinttel magasabban fekvő végállomást javasoltak építészeti elemként. A szükséges terület körülbelül 84 hektár lett volna. Az alagút az 1988 óta lezárt Borstei Olimpiai Stadion állomástól délre kezdődött volna, de a helyi CSU képviselői az alagút meghosszabbítását követelték legalább Feldmochingig. A Transrapid technológia tervezésekor nem vették figyelembe a 100 km/h körüli sebességtartományban, a meglévő épületeken átvezető föld feletti vágányokon történő alacsony zajszintű üzemet.
A Transrapid útvonalon nem voltak közbenső megállók. Ez megerősítette volna a müncheni közlekedési rendszer központosított hálózati struktúráját, amely a városközpontra koncentrálódott, és a repülőtérre és a repülőtérről történő utazások kivételével másra alkalmatlan lett volna. A kritikusok ezért fontosabbnak tartották az egyes S-Bahn-utasok közötti érintőleges kapcsolatokat és a vasúti összeköttetések javítását, különösen a keleti Felső-Bajorországban, további S-Bahn-szakaszokon keresztül, valamint a hálózat kiterjesztését más régiókban. A tervezett Transrapid-vonalat a szomszédos települések a pártközi NordAllianz keretében elutasították. Eredetileg még a Deutsche Bahn AG akkori vezérigazgatója, Hartmut Mehdorn is azzal érvelt, hogy a szomszédos településekkel együttműködve nem lehet közvetlen kapcsolatot (számos közbenső megálló nélkül) kialakítani.
A müncheni repülőtér nem kapcsolódik távolsági vasúti járatokhoz. A müncheni főpályaudvarral való gyors összeköttetést a repülőtér hiányzó távolsági vasútállomásának pótlására szánták. A Transrapid, mint harmadik közlekedési eszköz, erőteljes kapcsolatot biztosíthatott volna a vasúti és a légi közlekedés között ("intermodalitás"). Az utazók egy utazás során három különböző közlekedési eszközt is megtapasztalhattak volna. A nem a müncheni agglomerációból érkező utasok számára ez vonzóbbá tette volna a vasúti utazást.

### Menetrend, működési adatok és sebesség
A mágnesvasút maximális sebessége 350 km/h, menetideje tíz perc lett volna. A repülőtér az oda vezető 1-es és 8-as S-Bahn-vonalakkal a főpályaudvarról körülbelül 40 perc alatt érhető el, de más megállókban is fel lehet szállni, rövidebb hátralévő menetidővel. A Bund Naturschutz in Bayern e. V. saját számításai szerint 2007-ben az átlagos menetidő 41 nagyobb S-Bahn-állomásról a repülőtérre 66 perc volt. A főpályaudvar és a repülőtér közötti expressz S-Bahn az adatok szerint 51 percre, a Transrapid pedig 44 percre csökkentené ezt az átlagos menetidőt. A DB Magnetbahn GmbH a 2007-es forgalmi helyzethez képest a müncheni S-Bahn- és U-Bahn-állomások több mint 70 százalékáról 15 perccel rövidebb menetidővel számolt a repülőtérre a tervezett Transrapiddal.
A legutolsó tervek szerint a Transrapid reggel 5 és este 11 óra között tízpercenként közlekedett volna. Reggel 4 és 5 óra között, valamint este 11 és éjfél között 20 perces ütemet terveztek. Ez napi 230 utat jelentett volna, összesen mintegy 8600 km megtett távolsággal. Ha a tervezett utasszám elérte volna a nyolcmilliót, akkor minden egyes útra átlagosan 95,3 utas jutott volna.
A közzétett sebességsáv szerint a Münchenből érkező vonatnak már a város területén, az Olimpiapark területén 250 km/h sebességgel kellett volna közlekednie a föld felett. A repülőtér irányában Feldmoching felé egy körülbelül 12 kilométeres szakaszon a 15. kilométertől a 27. kilométerig 350 km/órás sebességgel kellett volna haladni körülbelül két perc alatt, majd a fennmaradó 10 kilométeren a 37. kilométerig (repülőtér) ismét csökkenteni kellett volna a sebességet. München felől érkezve a 30-33. kilométernél kell áthaladni az Isar és az Isar árterén; az útvonaltól függően a sebességet ezen a ponton 200–250 km/h-ra kellett volna csökkenteni. Az Isar árterei a Fauna-Flóra-Habitat irányelv értelmében védett területnek minősülnek. A tervezett útvonal Münchenen kívüli többi részén a vonalvezetés sebességét néhol szintén korlátozzák, mivel például tájvédelmi okokból a vonal nagy sebességre alkalmatlan ívsugarakban követi az autópályát. Az elért átlagsebesség ebben az üzemben kb. 223 km/h lett volna. A vonat indulására való átlagos ötperces várakozási idővel együtt az üzemeltetési tervek szerint az állomás és a repülőtér közötti átlagos utazási idő 15 perc lett volna, az utazósebesség pedig körülbelül 150 km/h volt.
A lefoglalt repülőjeggyel rendelkező utasok már a főpályaudvaron becsekkolhattak volna.

### Járművek

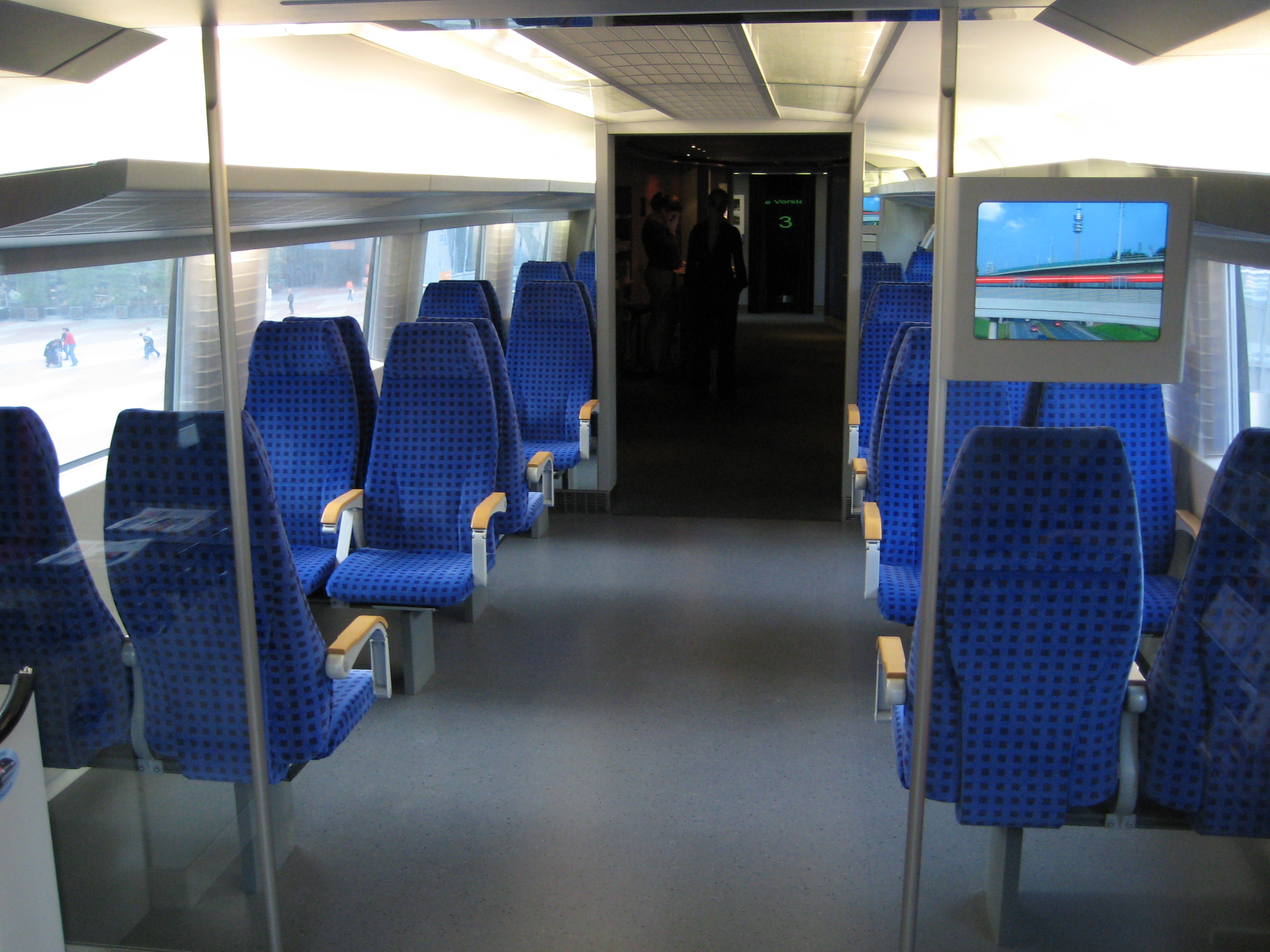
A müncheni repülőtéren kiállított Transrapid belseje

A forgalmat négy járművel és egy tartalék szerelvénnyel kellett volna működtetni. A járműveket a végállomásokon egyfajta forgóópad segítségével kellett volna átállítani a másik sávba. Úgy volt, hogy a leszállás, az átszállás és a felszállás 10 percet vesz igénybe; a jármű megfordulása tehát 40 percet vett volna igénybe. A vonalon a Transrapid 09 sorozatú járműveket terveztek használni. Az első, mintegy 80 méter hosszú és 170 tonna tömegű járművet a gyártó 2007 áprilisában adta át az emslandi Transrapid tesztüzemnek. A korábbi vonatokkal ellentétben ezt a prototípust kifejezetten a regionális közlekedés követelményeihez fejlesztették ki. Így megnövelték a teherbírást, megnövelték az ajtókat, többcélú szakaszokat (pl. a csomagok, a babakocsik vagy a kerékpárok számára) építettek be, és a járművek magasságát mintegy 15 centiméterrel megemelték. Münchenben mintegy 420 főnyi kapacitású (ebből 148 ülőhely) rendelkező járműveket terveztek használni.

## A projekt megszüntetése
2008. március 27-én Wolfgang Tiefensee (SPD) szövetségi közlekedési miniszter és Günther Beckstein (CSU) bajor miniszterelnök Berlinben kijelentette, hogy a müncheni Transrapid projekt meghiúsult. Ennek fő okaként a jelentősen megnövekedett költségelőrejelzéseket és az ennek következtében tarthatatlanná vált finanszírozási koncepciót jelölték meg.
Még 2007 szeptemberében az ipari konzorciumban részt vevő valamennyi vállalat vezetője teljesíthetőnek minősítette a tervezett 1,85 milliárd eurós költséget, ami ellentmondott a 2008 márciusában említett 3,4 milliárd eurós költségnek.
A Siemens vezérigazgatója, Peter Löscher az érintett építőiparra hárította a felelősséget. Azt mondta, hogy a rendszerüzemeltetők betartották a számításaikat.
A megnövekedett költségelőrejelzések különösen az alagutakra, a földmunkákra és az épületekre vonatkoztak. A müncheni főpályaudvar alatti alagútépítést, a fokozott zajvédelmet, a hosszabb alagutakat és a magasvasút vastagabb pilléreit említették példaként a többletköltségekre. 2007 szeptemberében még 820 millió euróra becsülték a pálya és az alagút építésének költségeit, 2008 márciusában pedig már legalább 2,2 milliárd eurós építési költségről beszéltek. A Hochtief vállalat kijelentette, hogy annak idején nem vett részt az 1,85 milliárd eurós költségbecslésben, ezért nem felelős a korábbi téves számításokért. 2001-ben a szövetségi közlekedési minisztérium által megrendelt szakértői jelentés volt az alapja valamennyi tervszámnak. Az építőipari vállalatok szerint csak a beton és az acél anyagköltségei drágábbak, mint az eredetileg becsült teljes építési költség. Az építőipar szerint a becsült 3,4 milliárd euró még nem tartalmazta azokat a kockázati felárakat, amelyekre akkor lett volna szükség, ha a szerződést fix áron fogadják el.
Gerhard Hess, a bajor építőipari szövetség vezérigazgatója a felelősséget a Deutsche Bahnnál látta, amelynek kezében volt a tervezés, és amely csak tavaly októberben adta át a számításhoz szükséges információkat. Hartmut Mehdorn, a Deutsche Bahn vezetője már 2007-ben tudta, hogy a tervszámok tarthatatlanok, mégis megerősítette azokat a politikusoknak.
Egy médiajelentés az építőipar szempontjából elfogadhatatlan szerződési feltételeket és szokatlanul korlátozó előírásokat említett, amelyekkel a Deutsche Bahn szándékosan egy olyan projektet akart kudarcra ítélni, amely nem illett a koncepciójába. 2008. április végén a szövetségi kormány és a Deutsche Bahn új szerződésben állapodott meg.
2008 áprilisának végén a szövetségi kormány és az állam megállapodott a tervezési és eljárási költségek megosztásáról. E megállapodás szerint a szövetségi kormány 52 millió eurót, az állam több mint 70 millió eurót fizet.
A projekt leállítása politikai vitát váltott ki a hirtelen befejezés miatt, és vitát váltott ki a Transrapid technológia értelméről és jövőjéről is. Andreas Bernard egy elemzésben arra a következtetésre jutott, hogy a Transrapid fejlődésének ingadozó meghatározása egy találmány stagnálására és kudarcára jellemző: A Transrapidot hol jobb ICE-ként, hol jobb S-Bahnként pozícionálták, de soha nem tudta teljesíteni a józan költség-haszon elemzésben megfogalmazott állításokat. A Transrapid szószólói szerintük gazdaságilag alkalmasabb útvonalakat hoztak fel Németországban.
A Siemens és a ThyssenKrupp 2008 májusában bejelentette a Transrapid International közös vállalatuk feloszlását, miután a müncheni Transrapid-projekt kudarcot vallott. A korábban információs központként szolgáló épületet először vasútállomásként használták.
A müncheni repülőtéren korábban információs központként szolgáló Transrapid járművet jelképes egy euróért eladták a Max Bögl cégnek, és a cég Neumarkt in der Oberpfalz Welt-Icon Sengenthal melletti székhelyén állították fel. A vállalat fejlesztette ki a Transrapid pálya betonelemeit. Mintegy 1,4 millió ember tájékozódott a projektről. A Transrapid eredeti vasúti részlegében berendezett kiállítás hat éven át volt látogatható.